# Centro Acuático Scotiabank

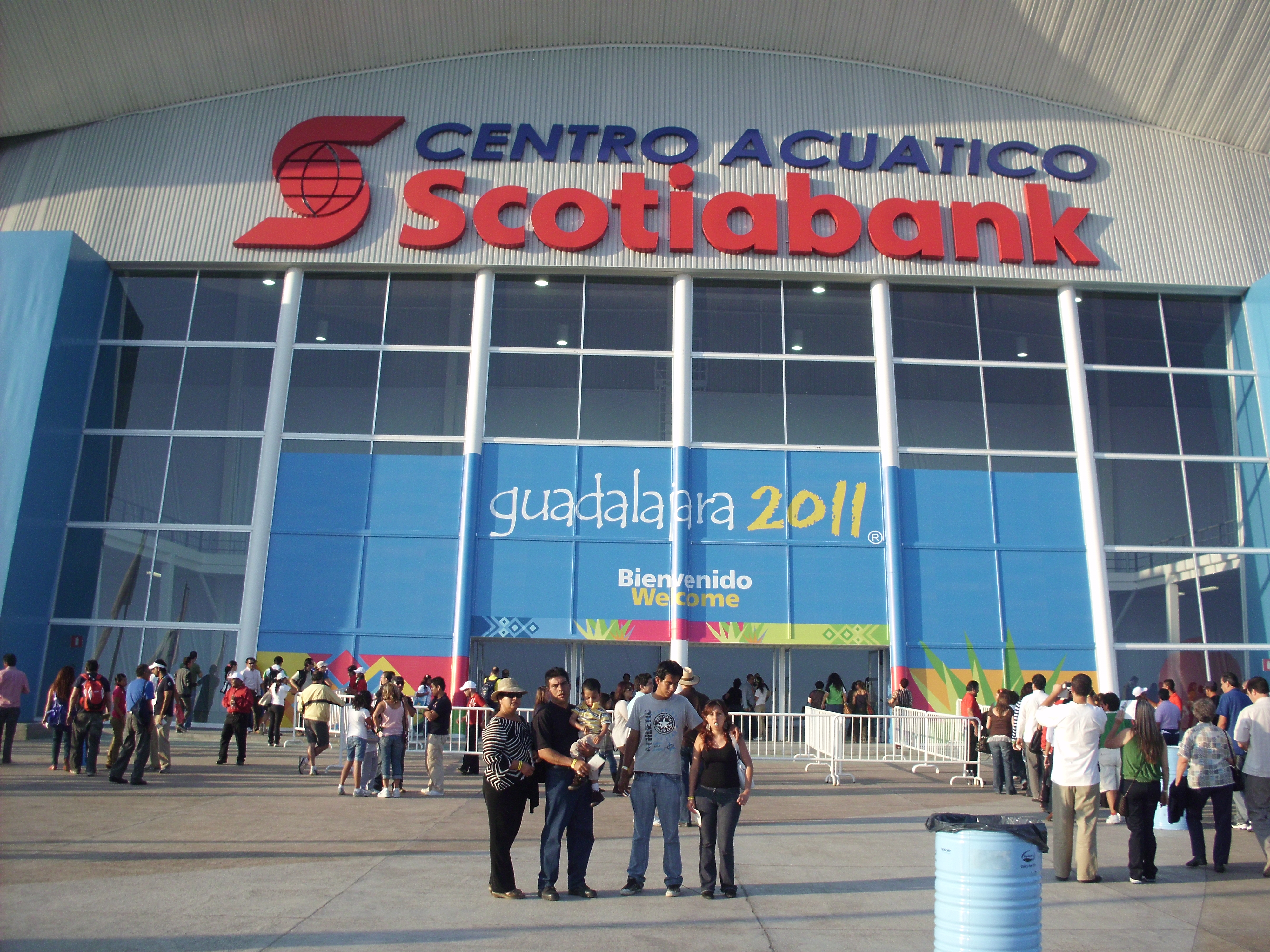
Centro acuático Scotiabank.

El Centro Acuático Scotiabank es una instalación para la práctica de deportes acuáticos ubicado en el municipio de Zapopan en la ciudad de Guadalajara, Jalisco en México. Fue inaugurado el 22 de junio de 2011, tras 18 meses de construcción con un costo de 32.1 millones de dólares (380 millones de pesos mexicanos).
El diseño exterior del inmueble tiene la apariencia de una ola. Cuenta con dos albercas de 50 m, una para calentamiento y otra para competencias, y con una fosa de clavados apta para la práctica de nado sincronizado y polo acuático. Cuenta con una capacidad de 3.593 espectadores en butacas fijas, así como una ampliación con más de 1.500 butacas móviles.
Es considerado el centro acuático más moderno de América Latina y el segundo mejor del mundo según la FINA.
En octubre de 2011 sirvió como escenario de las competiciones de clavados, natación, nado sincronizado y polo acuático de los Juegos Panamericanos de 2011XVI Juegos Panamericanos. 